# Макарівський міст (Кронштадт)
Макарівський міст — пішохідний підвісний міст через яр Петровського доку в Кронштадті. Пам'ятник історії та архітектури XX століття. Створено робітниками Кронштадського Морського заводу. Знаходиться під охороною держави.

## Розташування
Знаходиться в центрі Кронштадта. Поєднує Якірну площу і Червону вулицю, розташований неподалік від Літнього саду. Входить до архітектурного ансамблю Якірної площі.

## Назва
За радянських часів міст офіційно називався Червоним (за назвою вулиці), хоча і тоді, навіть в офіційних документах, використовували частіше інші назви: Висячий, Підвісний, Макарівський.

## Історія
При будівництві Морського Нікольського собору виникло питання — як добиратися Миколі II до цього місця з Петровської пристані. На церемонію освячення початку будівництва Морського собору Микола II приїхав автомобілем, а на церемонію освячення зведеного храму — у відкритій кареті — по Княжій (нині Комуністичній) вулиці. Для скорочення шляху Комітет по облаштуванню Морського собору, який також відповідав і за встановлення пам'ятника С. О. Макарову, вирішив побудувати пішохідний міст через яр Петровського доку. Міст був зібраний робітниками Кронштадтського пароплавного заводу всього за 3 місяці.
Через півтора місяці після освячення Морського Нікольського собору — 24 липня (6 серпня) 1913 року був відкритий і пам'ятник С. О. Макарову. На відкритті були присутні вдова і син адмірала.
У 1913 році був створений перший варіант мосту — з металевим каркасом і дерев'яним настилом. З будівництвом мосту через яр зникла необхідність обходити яр стороною або спускатися вниз — до існуючих трьох нижніх мостів через водотік. Проте, через особливості дерев'яного настилу, велосипедистам було заборонено користуватися мостом і після реконструкції в 1940 році.
У 1971 році в інституті «Ленгіпроінжпроект» (інженер Б. Е. Дворкін) на замовлення Кронштадтського морського заводу було виконано проект капітального ремонту Макарівського мосту.
Пілони і дерев'яні констукції споруди були замінені на зварні металеві. Для міцності каркас настилу покрили металевими листами, а вже потім залили асфальтом. Основні генеральні розміри споруди, зовнішній вигляд і статичні схеми прольотів були збережені.